# Arnold Ljungdal

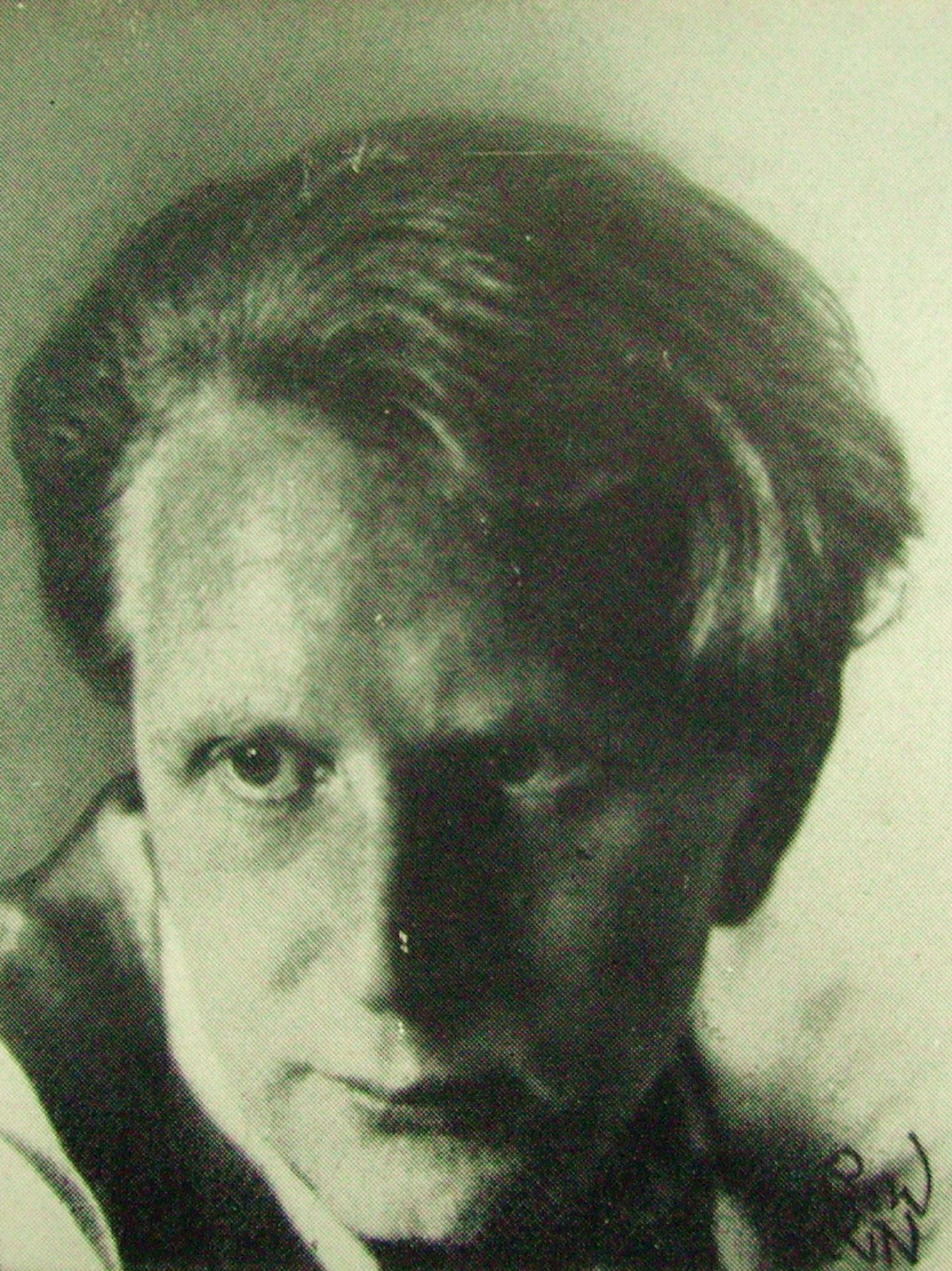
Arnold Ljungdal

Arnold Gottfrid Ljungdal (* 2. August 1901 in Mellerud, Dalsland; † 12. Juli 1968 in Stockholm) war ein schwedischer Schriftsteller, Übersetzer, Philosoph und sozialdemokratischer Politiker. Er war der erste Vorsitzende der Freundschaftsgesellschaft Schweden-DDR.

## Leben
Ljungdals Eltern waren der Großhändler Gottfrid Ljungdal und Anna Andersson. Er wuchs in Göteborg auf, absolvierte 1922 ein Philosophiestudium in Lund und promovierte 1926 in diesem Fachgebiet. In Stockholm arbeitete er als Bibliothekar. Ljungdal war einer der Gründungsmitglieder der schwedischen Clarté, einer 1921 nach französischem Vorbild gegründeten sozialdemokratischen, antifaschistischen und parteiungebundenen Organisation. Dort arbeitete er von 1924 bis 1925 als Redakteur und war von 1944 bis 1947 Vorsitzender des schwedischen Flügels.
Der Marxist Ljungdal gründete die Vereinigung für Verbindungen mit der Deutschen Demokratischen Republik, die später in Freundschaftgesellschaft Schweden-DDR umbenannt wurde, und war deren Vorsitzender bis zu seinem Tod.
In Nihilismens filosofi (1943) übte er Moralkritik und rechnete mit der in Schweden herrschenden Universitätsphilosophie sowie Axel Hägerströms theoretischer und praktischer Philosophie ab.
Ljungdal formulierte die Idee, dass der Nihilismus das Krisenzeichen der europäischen Kultur sei, seine Wurzeln in der kapitalistischen Arbeitsteilung und -spezialisierung hat, die sich auf das menschliche Denken auswirkt.
Ljungdal geht in diesem Werk nicht auf den Unterschied zwischen klassischer aristotelischer und dialektischer Logik ein. Den untersucht er erst 1947 in seinem Buch Marxismens världsbild (Marxistisches Weltbild).
Er wurde stark von Walt Whitman und dem deutschen Expressionismus beeinflusst. Als Übersetzer übertrug er unter anderem Werke von Friedrich Hölderlin, Rainer Maria Rilke und Bertolt Brecht ins Schwedische.

## Werke (Auswahl)
- Två kvinnospel, 1922
- Till den nya tiden, 1926 (Lyrik)
- Tiden och tron, 1926
- Morgonrodnad: Skådespel i fem akter, 1927 (Schauspiel)
- Kulturen i fara, 1927
- Fanorna, 1928 (Lyrik)
- Ungdom, 1931 (Lyrik)
- I folkton 1934, 1934 (Lyrik)
- Farväl till Don Juan, 1941 (Roman)
- Nihilismens filosofi, 1943
- Lyriskt bokslut, 1945 (Lyrikauswahl)
- Marxismens världsbild, 1947
- Katedral, 1950 (Lyrik)
- Till mänska klarnad, 1953 (Lyrik)
- Oavslutat porträtt, 1957
- Rekapitulation, 1960
- Eld och aska: ett dikturval 1926-1960, 1963
- Georg Lukács och marxismens estetik, 1967
- Respit, 1968 (Lyrik)